# جامعة الدفاع الوطني (فنلندا)
جامعة الدفاع الوطني أو الجامعة الفنلندية للدفاع الوطني هي أول جامعة في قوات الدفاع الفنلندية "الموجود في هلسنكي. الجامعة تدرب ضباطا في قوات الدفاع وحرس الحدود الفنلندية. ويقع الحرم الجامعي الرئيسي في سانتاهامينا، هلسنكي مع مواقع إضافية في توسولا.

## الشهادات
فمن الممكن للحصول على الشهادات التالية في جامعة الدفاع الوطني:
- بكالوريوس في العلوم العسكرية
- ماجستير في العلوم العسكرية
- درجة ضابط كبير الموظفين
- درجة ضابط الأركان العامة ل
- دكتوراة في العلوم العسكرية

## وصلات خارجية
- http://maanpuolustuskorkeakoulu.fi/etusivu